# Westland Wallace
Westland Wallace était un avion biplan à deux places utilisé par la Royal Air Force. Il était développé par Westland Aircraft comme une suite au Westland Wapiti.
Comme les derniers biplans multirôles de l'entre deux guerres, il a été utilisé par un certain nombre escadrons de la Force aérienne. Bien que le rythme de développement aéronautique a provoqué son remplacement rapide des services de première ligne, sa durée de vie a été prolongée pendant la Seconde Guerre mondiale, beaucoup étant converti en formateurs. En 1933, un Westland Wallace fut le premier avion à survoler l'Everest, dans le cadre de la Houston Mount Everest Expedition.

## Conception et développement
En 1931, Westland produit le PV-6, développement privé à partir du Wapiti. Cet avion comprenait un certain nombre d'améliorations dont un fuselage allongé, freins et carénages de roue sur le train d'atterrissage et un nouveau moteur. En fait, l'apparence et les performances différaient considérablement du Wapiti, si bien que l'entreprise l'a désigné la "PV6 Wallace".
Par rapport à la précédente Wapiti, le Wallace était plus long de 0,5 m, avait un train amélioré et était propulsé par un moteur Bristol Pegasus IV de 655 ch (488 kW). Les premiers lots de MK I Wallace étaient des conversions de Wapiti, pour un total de 68 avec moteur Pegasus IIM3 de 570 ch (425 kW).
Westland a conçu une version améliorée, le Mk II qui était équipé d'un moteur plus puissant et, idée alors nouvelle, d'un cockpit fermé sur les deux postes d'équipage. Cela offrait plus de confort pour l'équipage et améliorait la position du mitrailleur arrière en le protégeant de l'aspiration. Trois Wallace I (K4346 -K4348) ont ensuite été convertis en Mk II, y compris le montage du cockpit fermé.

## Histoire opérationnelle
Le prototype du PV-6 immatriculé G-ACBR (connu sous le nom Houston-Wallace) avec le Westland PV-3 (en) G-ACAZ, firent partie du Houston Everest Expedition, une tentative de survol du Mont Everest.
Les deux avions ont reçu des modifications qui comprenaient chauffage et équipement d'oxygène, logés dans le poste de pilotage arrière et en utilisaient le moteur fortement suralimenté Bristol Pegasus IS 3.
Commandés par le Flight Lieutenant D.F. McIntyre, les deux avions ont été les premiers à survoler l'Everest, le 3 avril 1933.
La plupart des Wallace ont servi dans l'Auxiliary Air Force (en) : escadrons 501, 502, 503 et 504 commençant avec des Wapiti transformés au début de l’année 1933. Le dernier fut fabriqué en octobre 1936.
Retirés du service, de nombreux Wallace furent utilisés comme remorqueurs de cibles. 83 étaient encore en service au début de la Seconde Guerre mondiale. Les derniers furent réformés en 1943.

## Variantes
- Westland PV-6 - Prototype, transformé en configuration militaire : Wallace I.
- Wallace Mk I - conversion de Wapiti moteur Bristol Pegasus IIM3 de 570 ch (425 kW), 68 transformés.
- Wallace Mk II - Nouvel avion avec cockpit fermé et moteur Bristol Pegasus IV de 680 ch (506 kW), 104 construits.

## Utilisateurs
Royaume-Uni
- Royal Air Force
  - No. 501 Squadron RAF (en)
  - No. 502 Squadron RAF (en)
  - No. 503 Squadron RAF (en)
  - No. 504 Squadron RAF (en)

### Développement lié
- Westland Wapiti

### Aéronefs comparables
- Hawker Hart
- Vickers Vincent